# Fabricius Endre
Tóth-lipcsei Fabricius Endre (Nyitra, 1880. szeptember 23. – Budapest, 1968. március 21.) magyar királyi gazdasági főtanácsos.

## Élete
Fabricius Endre soproni városbíró dédunokája. Születésekor családja neves soproni polgárcsalád volt. 10 éves korában került vissza Sopronba diákként. Itt végezte iskoláit, ám 18 éves korában teljes árvaságra jutott.
1902-ben elvégezte a Magyaróvári Gazdasági Akadémiát.
1914-ben elsőként rendezett Európában országos kukoricakiállítást, 1921-ben pedig az első magyar növénynemesítő kiállítást. Az első világháború után a búza minőségi színvonalának emelésére törekedett. 
A második világháború után a Magyar Cukorrépatermesztők Országos Szövetségének főelőadója lett és a szövetséget újjászervezte. 1949-től a Földművelésügyi Minisztérium növénytermesztési osztályának előadója. Később Sopronhorpácson is működött. 1958-ban ment nyugdíjba.
Előbb az Országos Magyar Gazdasági Egyesület (OMGE) titkárja, majd egyéb vezető állások után helyettes igazgatója lett. Megszervezte a Magyar Növénynemesítők Egyesületét, a Dohánytermesztők Országos Szövetségét és a Cukorrépatermesztők Országos Szövetségét. A Magyar Gazdatisztek és Erdőtisztek Országos Egyesületének ügyvezető alelnöke volt.
A Liszt Ferenc Emlékmúzeumnak ajándékozta családja emlékeit, köztük a nagyatyja által írt krónikát. 1959-ben saját kezűleg preparált, 7 ezer darabból álló lepkegyűjteményét a Magyar Nemzeti Múzeumnak adományozta.

## Elismerései
- 1962 A Magyaróvári Akadémia gyémántdiplomája

## Művei
Megírta a magyarországi cukorrépatermesztés történetét. A Soproni Szemlében közölt írásokat.
- A magyar növénynemesítés. Budapest, 1921
- A magyar gazdatiszt. Budapest, 1931
- Műtrágyázási útmutató. Budapest, 1937 (társszerzők: Bittera Miklós, Kerpely Kálmán)
- Nyitra vármegye főispánjai és alispánjai az Árpádok korától. Budapest, 1943
- Adalék a soproni Fabriciusház történetéhez. Soproni Szemle, 1962 Archiválva 2019. október 31-i dátummal a Wayback Machine-ben